# Homicide Bureau
Homicide Bureau ist ein US-amerikanischer Kriminalfilm mit Bruce Cabot und Rita Hayworth aus dem Jahr 1939.

## Handlung
Als seine Stadt von Kriminellen überschwemmt wird, befiehlt Polizeichef Raines seinen Männern für mehr Recht und Ordnung zu sorgen. Dabei sollen sie sich an das Gesetz halten und nicht an Detective Jim Logans Vorschlag, die Wahrheit aus Verdächtigen notfalls herauszuprügeln. Nachdem der bisherige Gerichtsmediziner in Rente gegangen ist, soll Logan den neuen Forensiker namens J. G. Bliss am Flughafen abholen. Wie sich dort herausstellt, handelt es sich dabei wider Erwarten um eine Frau.
Als Ex-Sträfling Chuck Brown kurze Zeit später einen Mann in einer Billardhalle umbringt, soll Logan den Fall untersuchen. Schon bald gibt die Polizei eine Fahndung nach Brown heraus, doch kann dieser ein perfektes Alibi vorweisen. Da Browns Komplizen die Tatwaffe verschwinden lassen, findet die Polizei keine Indizien, die auf eine Schuld Browns hinweisen. Dennoch ist Logan von Browns Schuld überzeugt und sucht ihn deshalb in seinem Apartment auf. Beim folgenschweren Kampf der beiden fällt Brown aus dem Fenster und überlebt nur knapp. Obwohl Logan vom Fall abgezogen und degradiert wird, führt er mit Hilfe von J. G. Bliss seine Nachforschungen fort. Dabei findet er heraus, dass Brown in Verbindung mit einer Erpresserbande steht.
Als ein ehrlicher Schrotthändler erfährt, dass Brown und seine Leute wertvolles Altmetall an feindliche Nationen verkaufen, und noch ehe er der Polizei davon berichten kann, wird er ebenfalls ermordet. Nachdem Raines persönlich den neuen Fall übernommen hat, führt ihn die Spur des Verbrechens zu einem Schiff im Hafen, das geschmuggelte Waffen geladen hat. Dort wird er von der Gangsterbande gestellt und gefangen genommen, nicht ahnend, dass ihnen Logan bereits auf den Fersen ist. Dieser schafft es, seinen Vorgesetzten zu befreien. Als der Rest der Polizei im Hafen eintrifft, kommt es zu einer wilden Schießerei, in deren Verlauf den Gangstern letztlich die Munition ausgeht. Aufgrund seiner treuen Verdienste wird Jim Logan anschließend mit einer Ehrenmedaille ausgezeichnet und fällt J. G. Bliss zufrieden in die Arme.

## Hintergrund
Homicide Bureau war einer der ersten Kriminalfilme, in dem das noch junge Fachgebiet der forensischen Medizin von einer Frau in Gestalt von Rita Hayworth geleitet wurde. Gleichzeitig war es Hayworths letzter Film in Irving Briskins B-Film-Abteilung der Columbia Pictures. Drei Monate nach der Veröffentlichung von Homicide Bureau gelang ihr unter der Regie von Howard Hawks der Durchbruch in S.O.S. Feuer an Bord (1939) an der Seite von Cary Grant und Jean Arthur. Fortan trat sie nur noch in Filmen mit weit größeren Budgets auf.

## Kritiken
Weekly Variety schrieb seinerzeit, dass der Film „einen neuen Tiefpunkt innerhalb des Kriminalfilmgenres“ erreiche. Dabei liege „jeder Bereich der Produktion weit unter dem Standard für diese Art von Film“. Laut Bosley Crowther von der New York Times gebe es „Grenzen für das, was selbst ein sehr toleranter Mensch aushalten kann“. Im Bezug auf Homicide Bureau sei „das Wort ‚Totschlag‘ im Titel eine schlimme, irreführende Untertreibung“. Vielmehr handle es sich „um Mord, kaltherzigen, vorsätzlichen Mord“.
Hans J. Wollstein vom All Movie Guide konstatierte rückblickend, dass Rita Hayworth, „die zukünftige Sexgöttin“, in Homicide Bureau „noch die zweite Geige neben einem B-Film-Helden in diesem kleinen, billigen Krimidrama“ spiele. Zwar sei Homicide Bureau keine „reine Peinlichkeit“, doch sei „vollkommen offensichtlich“, dass Hayworth „einmal erfolgreich sein würde und hier nur auf der Stelle tritt, während Columbia entscheidet, womit sie denn diesen Erfolg erreichen soll“. In Anbetracht dessen erweise sich Homicide Bureau als „einer dieser Lückenfüller, die einen nachts zwar nicht wachhalten“, die man aber dennoch mögen könne.